# Strombosia ceylanica
Espèce
Statut de conservation UICN

 LC  : Préoccupation mineure
Strombosia ceylanica est une espèce de plante à fleurs de la famille des Strombosiaceae.

## Description
Strombosia ceylanica est un arbre qui atteint une hauteur de 40 m et un diamètre de tronc pouvant atteindre 60 cm. Son écorce est grise à brune. Les fleurs sont blanc verdâtre. Les fruits arrondis sont roses à violets et mesurent jusqu'à 2,5 cm de diamètre. Le bois est utilisé dans la construction de maisons.

## Distribution et habitat
Strombosia ceylanica pousse naturellement dans l'état du Kerala en Inde, Bornéo, Brunei,  Java, Malaisie, Singapour, Sri Lanka, Sumatra et Thaïlande,. C'est un arbre qui pousse principalement dans le biome tropical humide, dans les forêts du niveau de la mer jusqu'à 1 000 m d'altitude,.

## Liste des variétés
Selon GBIF (25 septembre 2024) :
- Strombosia ceylanica var. ceylanica
- Strombosia ceylanica var. macrophylla Phoon

## Systématique
Le nom correct complet (avec auteur) de ce taxon est Strombosia ceylanica Gardner.
Strombosia ceylanica a pour synonymes :
- Anacolosa maingayi Mast.
- Lasianthera membranacea Miq.
- Lavallea ceylanica (Gardner) Baill.
- Lavallea zeylanica Baill.
- Sphaerocarya leprosa Dalzell
- Stemonurus membranaceus Blume
- Strombosia ceylanica var. lucida Hochr.
- Strombosia ceylanica var. membranacea (Blume) Hochr.
- Strombosia ceylanica var. sessilis Hochr.
- Strombosia javanica Thwaites
- Strombosia latifolia Stapf
- Strombosia leprosa (Dalzell) Talbot
- Strombosia lucida Teijsm. & Binn.
- Strombosia maingayi (Mast.) Whitmore
- Strombosia membranacea (Blume) Valeton
- Strombosia multiflora King
- Strombosia rapaneoides S.Moore
- Strombosia rotundifolia King